# Xylonychus nigrescens
Xylonychus nigrescens är en skalbaggsart som beskrevs av Blanchard 1851. Xylonychus nigrescens ingår i släktet Xylonychus och familjen Melolonthidae. Inga underarter finns listade i Catalogue of Life.